# Saint-Bazile
Saint-Bazile település Franciaországban, Haute-Vienne megyében. Lakosainak száma 143 fő (2022. január 1.). Saint-Bazile Vayres, Chéronnac, Cussac, Oradour-sur-Vayres és Saint-Mathieu községekkel határos.

## Népesség
A település népessége az elmúlt években az alábbi módon változott:
| Lakosok száma | 134  | 116  | 112  | 121  | 129  | 138  | 140  | 143  |
|               | 2013 | 2015 | 2017 | 2018 | 2019 | 2020 | 2021 | 2022 |